# E-X-A (Exciting × Attitude)
『E-X-A (Exciting × Attitude)』（イーエックスエーエクサイティングアティチュード）は、仮面ライダーGIRLSの7枚目のシングル。2013年12月25日にavex entertainmentから発売された。

## 概要
前作『Go get‘em』から約7か月ぶりに発売されたシングルである。表題曲はテレビ朝日系『仮面ライダー鎧武/ガイム』のエンディングテーマに起用された。
CD+DVD盤とCD盤のみの2種類の仕様で発売され、DVDには『E-X-A (Exciting × Attitude)』のミュージックビデオが収録されている。

## 収録内容

### CD
1. E-X-A (Exciting × Attitude)
作詞:藤林聖子、作曲・編曲:tatsuo
2. E-X-A (Exciting × Attitude) (TV ver.)
3. Reckless World
作詞:DJ HurryKenn、作曲・編曲:Ryo
4. E-X-A (Exciting × Attitude) (instrumental)
5. Reckless World (instrumental)

### DVD
1. E-X-A (Exciting × Attitude) (music video)